# Poreč Trophy
Il Poreč Trophy è una corsa in linea maschile di ciclismo su strada che si svolge a Parenzo, in Croazia, ogni anno nel mese di marzo. Dal 2005 fa parte del calendario dell'UCI Europe Tour nella classe 1.2.
Nei primi anni la gara fu organizzata sulla falsariga del Challenge de Mallorca: nel 2000 fu chiamata G.P. Umag e nel 2001 Trophy Riviera.

## Albo d'oro
Aggiornato all'edizione 2025.
| Anno           | Vincitore           | Secondo                | Terzo                   |
| Poreč Trophy 1 | Poreč Trophy 1      | Poreč Trophy 1         | Poreč Trophy 1          |
| -------------- | ------------------- | ---------------------- | ----------------------- |
| 2000           | Endrio Leoni        | John den Braber        | Crescenzo D'Amore       |
| 2001           | Vladimir Miholjević | Morten Petersen        | Dean Podgornik          |
| 2002           | Volodymyr Bileka    | Luigi Giambelli        | Boštjan Mervar          |
| 2003           | Angelo Ciccone      | Radoslav Rogina        | Michele Maccanti        |
| 2004           | Matej Stare         | Gagor Arany            | Stefan Schumacher       |
| 2005           | Jochen Summer       | Borut Božič            | František Raboň         |
| 2006           | Simon Špilak        | Matej Stare            | Borut Božič             |
| 2007           | Marko Kump          | Grega Bole             | Ivan Fanelli            |
| 2008           | Aldo Ino Ilešič     | Alexander Kristoff     | Marko Kump              |
| 2009           | Ole Haavardsholm    | Sergej Kolesnikov      | Hrvoje Miholjević       |
| 2010           | Matej Gnezda        | Radoslav Rogina        | Matej Stare             |
| 2011           | Blaž Jarc           | Marco Haller           | Jure Zrimsek            |
| 2012           | Matej Mugerli       | Matej Gnezda           | Luka Mezgec             |
| 2013           | Matej Mugerli       | Riccardo Zoidl         | Marco Benfatto          |
| 2014           | Maksym Averin       | Daniel Biedermann      | Matej Mugerli           |
| 2015           | Marko Kump          | Erik Baška             | Maksym Averin           |
| 2016           | Matej Mugerli       | Jan Tratnik            | Daniel Auer             |
| 2017           | Matej Mugerli       | Russell Downing        | Ian Bibby               |
| 2018           | Emīls Liepiņš       | Asbjørn Kragh Andersen | Dušan Rajović           |
| 2019           | Fabian Lienhard     | Patrick Gamper         | Florian Stork           |
| 2020           | Olav Kooij          | Gašper Katrašnik       | Tilen Finkšt            |
| 2021           | Filippo Fiorelli    | Enrique Sanz           | Tilen Finkšt            |
| 2022           | Dušan Rajović       | Matevž Govekar         | Viktor Potočki          |
| 2023           | Patryk Stosz        | Adam Ťoupalík          | Thibaud Gruel           |
| 2024           | Matthew Brennan     | Lorenzo Conforti       | Rasmus Søjberg Pedersen |
| 2025           | Matteo Milan        | Patryk Stosz           | Paul Wright             |

| Anno           | Vincitore        | Secondo          | Terzo             |
| Poreč Trophy 2 | Poreč Trophy 2   | Poreč Trophy 2   | Poreč Trophy 2    |
| -------------- | ---------------- | ---------------- | ----------------- |
| 2000           | Endrio Leoni     | Kevin Hulsman    | Raffaele Bosi     |
| 2001           | Zoran Klemenčič  | Milan Erzen      | Arno Kaspret      |
| 2002           | Jaroslav Popovyč | Volodymyr Bileka | Michal Precechtel |
| 2003           | Boštjan Mervar   | Sergej Lagutin   | Dean Podgornik    |

| Anno           | Vincitore        | Secondo          | Terzo          |
| Poreč Trophy 3 | Poreč Trophy 3   | Poreč Trophy 3   | Poreč Trophy 3 |
| -------------- | ---------------- | ---------------- | -------------- |
| 2000           | Flavio Zandarin  | Michael Skelde   | Rajko Petek    |
| 2001           | Andrus Aug       | Jan Bratkowski   | Arno Kaspret   |
| 2002           | Boštjan Mervar   | Jaroslav Popovyč | Oscar Cavagnis |
| 2003           | Aleksej Ščebelin | Miran Kelner     | Kristjan Fajt  |

| Anno           | Vincitore       | Secondo        | Terzo             |
| Poreč Trophy 4 | Poreč Trophy 4  | Poreč Trophy 4 | Poreč Trophy 4    |
| -------------- | --------------- | -------------- | ----------------- |
| 2000           | Martin Hvastija | Nicki Sørensen | Danny Jonasson    |
| 2001           | Jan Bratkowski  | Branko Filip   | Oleksandr Fedenko |
| 2002           | Andrus Aug      | Allan Davis    | Michal Precechtel |

| Anno           | Vincitore         | Secondo        | Terzo          |
| Poreč Trophy 5 | Poreč Trophy 5    | Poreč Trophy 5 | Poreč Trophy 5 |
| -------------- | ----------------- | -------------- | -------------- |
| 2000           | Tomáš Konečný     | Danny Jonasson | Igor Kranjek   |
| 2001           | Lubor Tesar       | Martin Derganc | Arno Kaspret   |
| 2002           | Hrvoje Miholjević | Jacob Nielsen  | Boštjan Mervar |

| Anno           | Vincitore        | Secondo        | Terzo          |
| Poreč Trophy 6 | Poreč Trophy 6   | Poreč Trophy 6 | Poreč Trophy 6 |
| -------------- | ---------------- | -------------- | -------------- |
| 2002           | Fraser MacMaster | Adam Wadecki   | Jindrich Vana  |